# Биксијер д'Ајак
Биксијер д'Ајак (фр. Buxières-d'Aillac) насеље је и општина у централној Француској у региону Центар (регион), у департману Ендр која припада префектури Шаторо.
По подацима из 2011. године у општини је живело 230 становника, а густина насељености је износила 8,93 становника/km². Општина се простире на површини од 25,75 km². Налази се на средњој надморској висини од 187 метара (максималној 222 m, а минималној 155 m).

## Демографија
| 1962. | 1968. | 1975. | 1982. | 1990. | 1999. | 2011. |
| ----- | ----- | ----- | ----- | ----- | ----- | ----- |
| 233   | 273   | 223   | 217   | 246   | 217   | 230   |

График промене броја становника у току последњих година